# Єнідже (ільче)
39°55′51″ пн. ш. 27°15′29″ сх. д. / 39.930833333333° пн. ш. 27.258055555556° сх. д.
Єнідже (тур. Yenice) — ільче (округ) у складі ілу Чанаккале на заході Туреччини. Адміністративний центр — місто Єнідже.

## Склад
До складу ільче (округу) входить 4 буджаки (райони) та 76 населених пунктів (5 міст та 71 село):
| Поселення | Площа, км² | Населення, осіб (2011) | Центр     | Населені пункти |
| --------- | ---------- | ---------------------- | --------- | --------------- |
| Єнідже    | -          | 16709                  | Єнідже    | 31              |
| Калким    | -          | 23731                  | Калким    | 17              |
| Пазаркьой | -          | 16709                  | Пазаркьой | 21              |
| Хамдібей  | -          | 16709                  | Хамдібей  | 7               |

### Найбільші населені пункти
| №  | Населений пункт | Населення, осіб (2011) |
| -- | --------------- | ---------------------- |
| 1  | Єнідже          | 6 892                  |
| 2  | Калким          | 2 198                  |
| 3  | Хамдібей        | 1 685                  |
| 4  | Пазаркьой       | 1 672                  |
| 5  | Акчакоюн        | 1 112                  |
| 6  | Чал             | 986                    |
| 7  | Араоваджик      | 799                    |
| 8  | Решадіє         | 793                    |
| 9  | Каятепе         | 735                    |
| 10 | Хайдароба       | 679                    |